# Suvremena lingvistika
Suvremena lingvistika („współczesna lingwistyka”) – chorwackie czasopismo językoznawcze, wychodzące od 1962 roku. Jest wydawane dwa razy w roku przez Chorwackie Towarzystwo Filologiczne.
Na łamach czasopisma ukazują się artykuły poświęcone różnorodnym zagadnieniom lingwistycznym. Prezentowane prace opierają się na jasno określonych ramach teoretycznych oraz precyzyjnej metodologii, wykorzystywanej do analizy materiału językowego lub problemów językoznawczych. Czasopismo publikuje również recenzje książek oraz informacje o najnowszych pracach językoznawczych, zarówno krajowych, jak i zagranicznych.
Funkcję redaktora naczelnego pełni Mislava Bertoša.